# Rio de San Pantalon

Rio di San Pantalon (Venice)

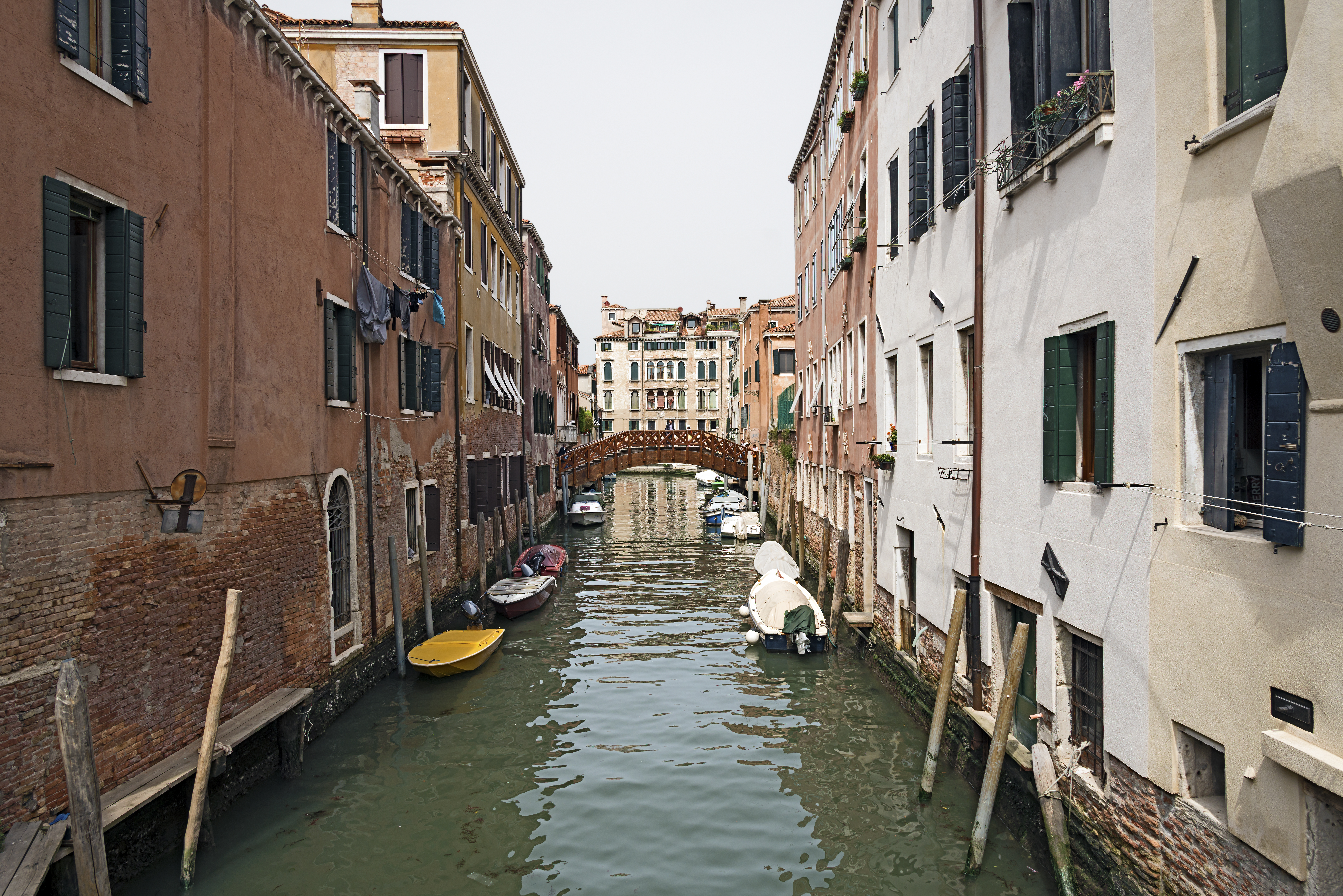
Rio de San Pantalon

Le rio di San Pantalon (canal de Saint-Pantalon) ou (rio de le Mosche) est un canal de Venise faisant limite entre les sestiere de Santa Croce et de Dorsoduro.

## Description
Le rio de San Pantalon a une longueur de près de 130 mètres. Il raccorde le rio de Ca'Foscari vers le nord au Rio delle Muneghette (Venise), dans lequel il se prolonge.

## Toponymie
- Ce rio est appelé d'après l'église San Pantalon.
- On aurait produit ici ce que l'on appelait les nei ou mosche (mouches)[1], c'est-à-dire des petits bouts de taffetas noir gommé, utilisés par les femmes sur le visage pour faire ressortir la blancheur du teint. Étant donné qu'il n'est pas certain que le nei remonterait au XVIe siècle, il est plus probable que mosche rappellerait une famille du nom de Mosca. Ainsi, le 12 août 1406, un dénommé Guglielmo Mosca eut le privilège de devenir vénitien.

## Situation
Ce rio longe sur son flanc est:
- Le Campo et l'église San Pantalon ;
- le rio de la Frescada;
- Le Campo Castelforte.

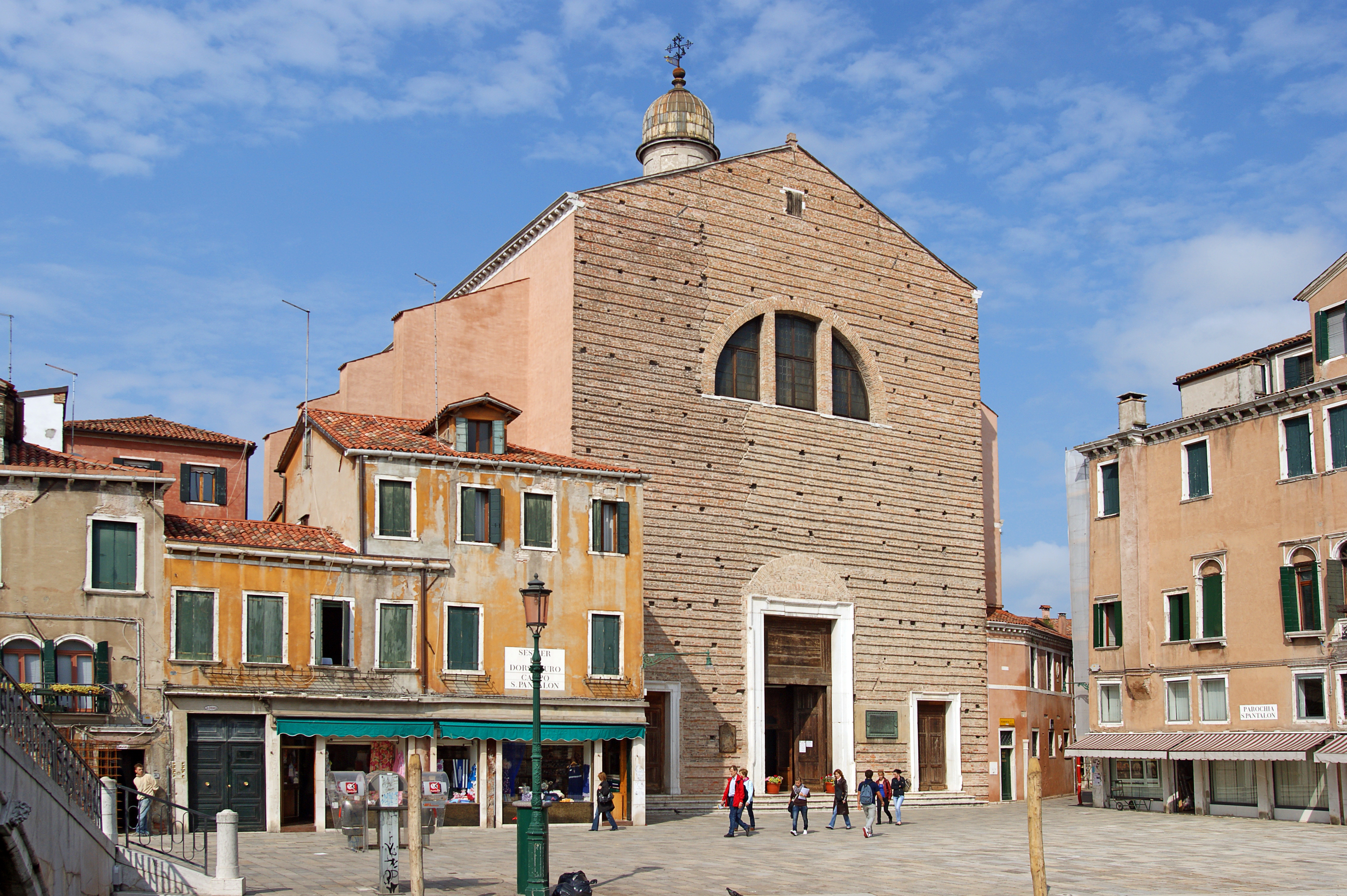
Léglise et le campo San Pantalon
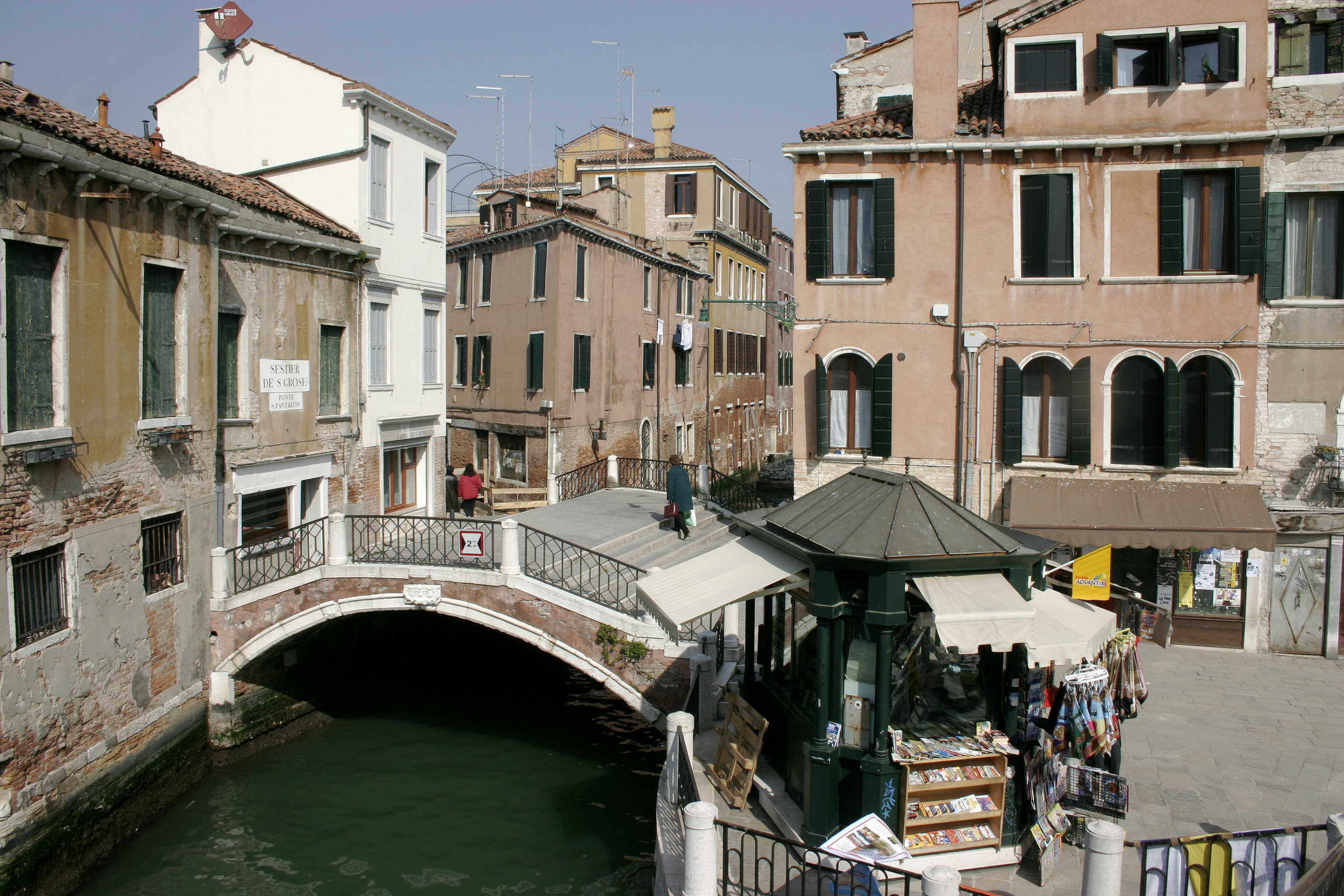
Pont et campo San Pantalon
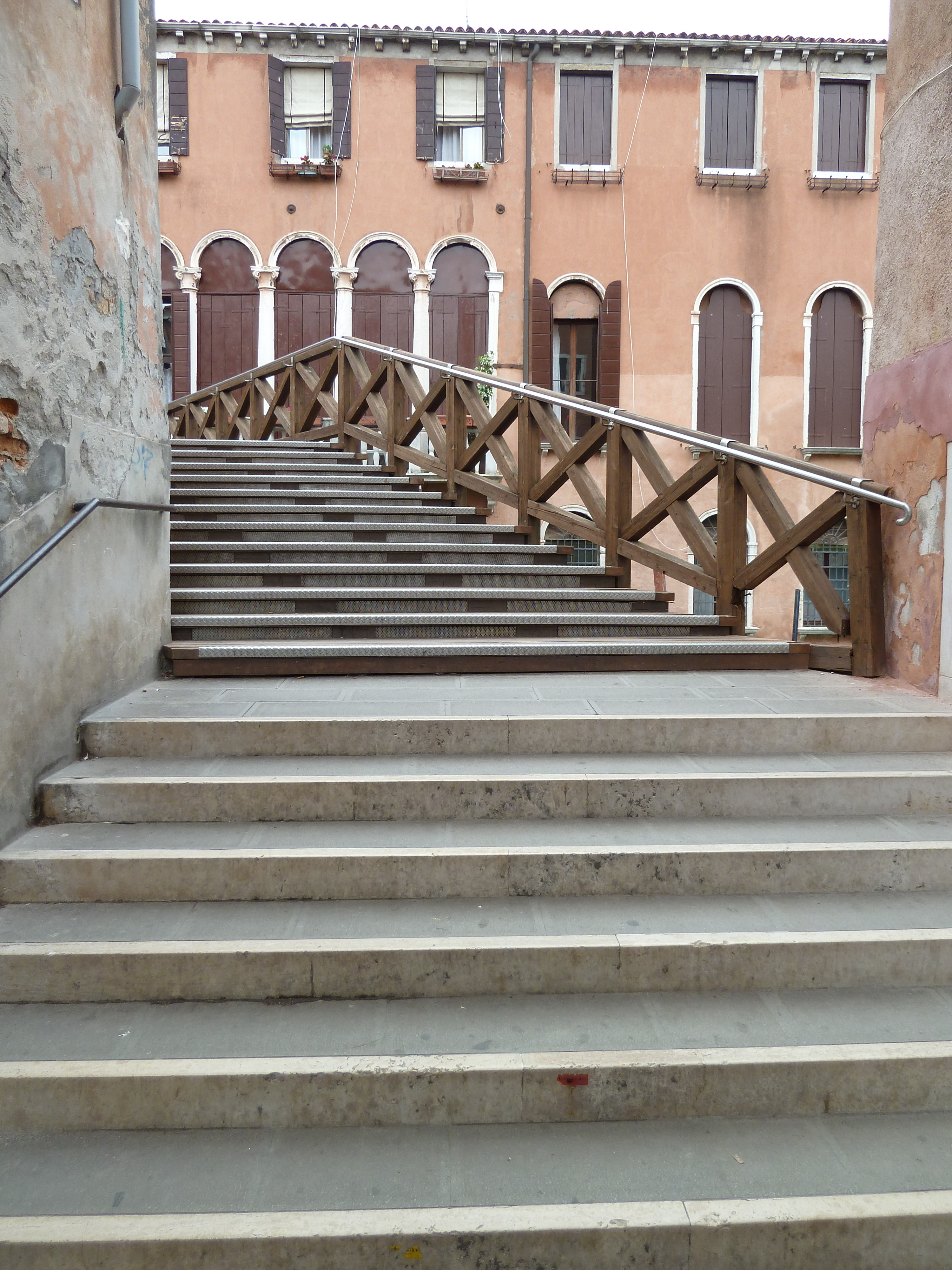
Ponte Vinanti
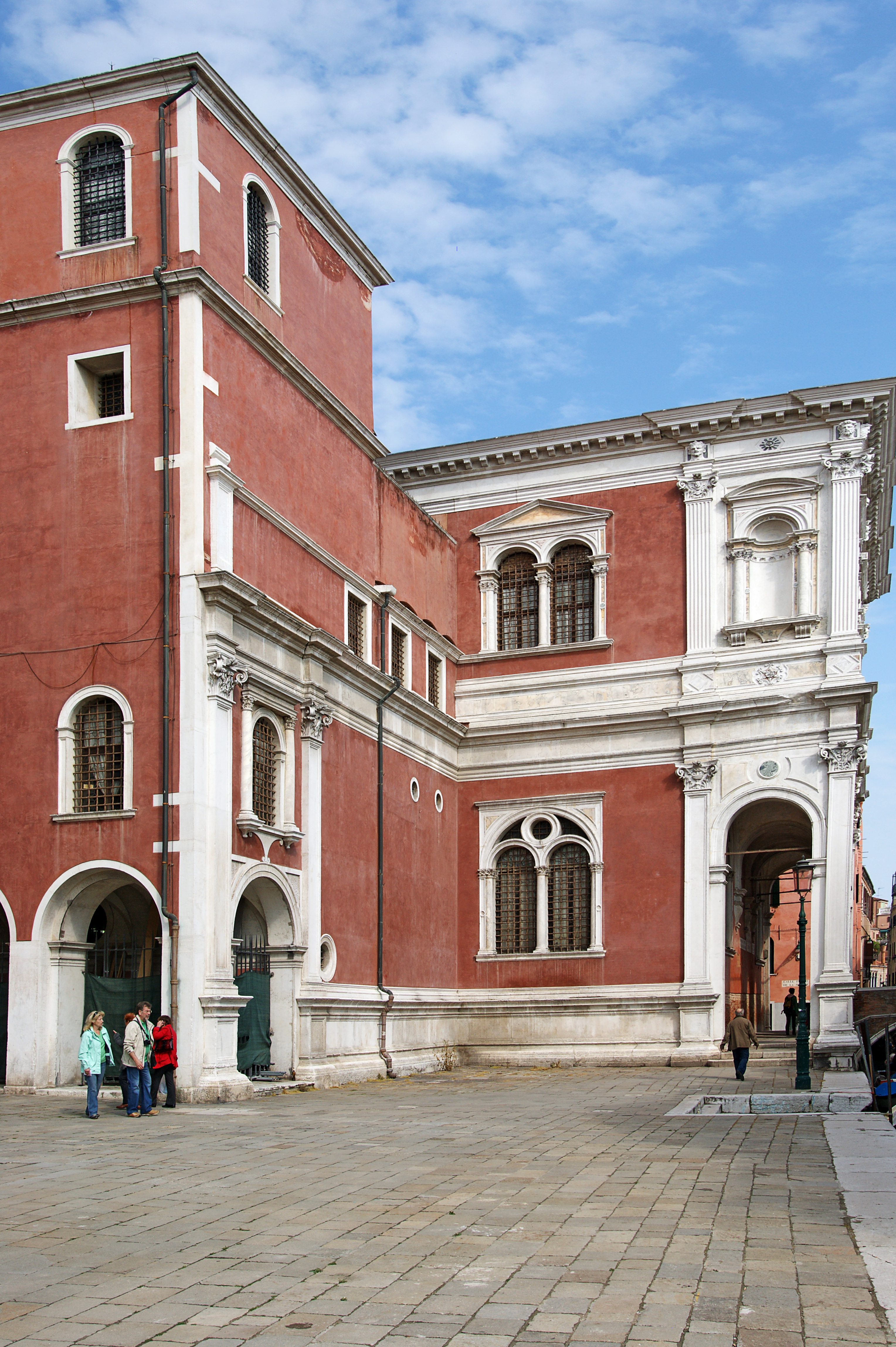
Le campo Castelforte

### Ponts
Ce rio est traversé par divers ponts (du nord au sud) :
- le Ponte Vinanti reliant la calle éponyme à la Calle dei Preti  ; la famille Vinanti fut domicilié ici depuis 1713 et plusieurs furent enterrés dans l'église.
- le Ponte San Pantalon reliant le campo éponyme au Campiello Mosca .